# 圣儒利安修院 (图尔)
圣儒利安修院（Abbaye de Saint-Julien）是法国图尔的一座原本笃会修道院，其起源可追溯到6世纪。
目前的建筑建于10世纪(940年)-16世纪，风格兼有罗马式和哥特式，在1840年、1923年、1947年、1948年被列为法国历史古迹。

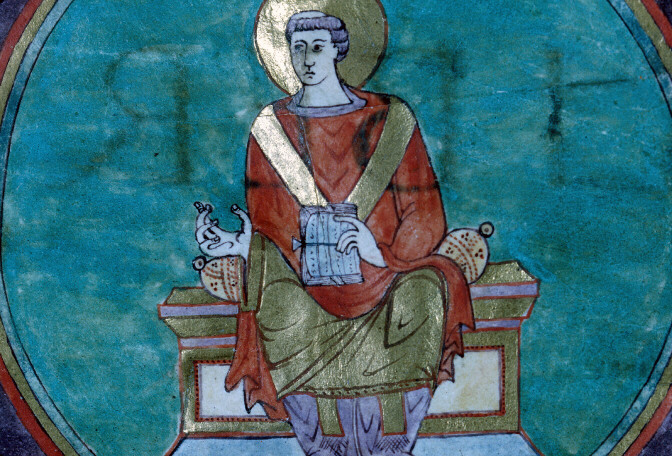
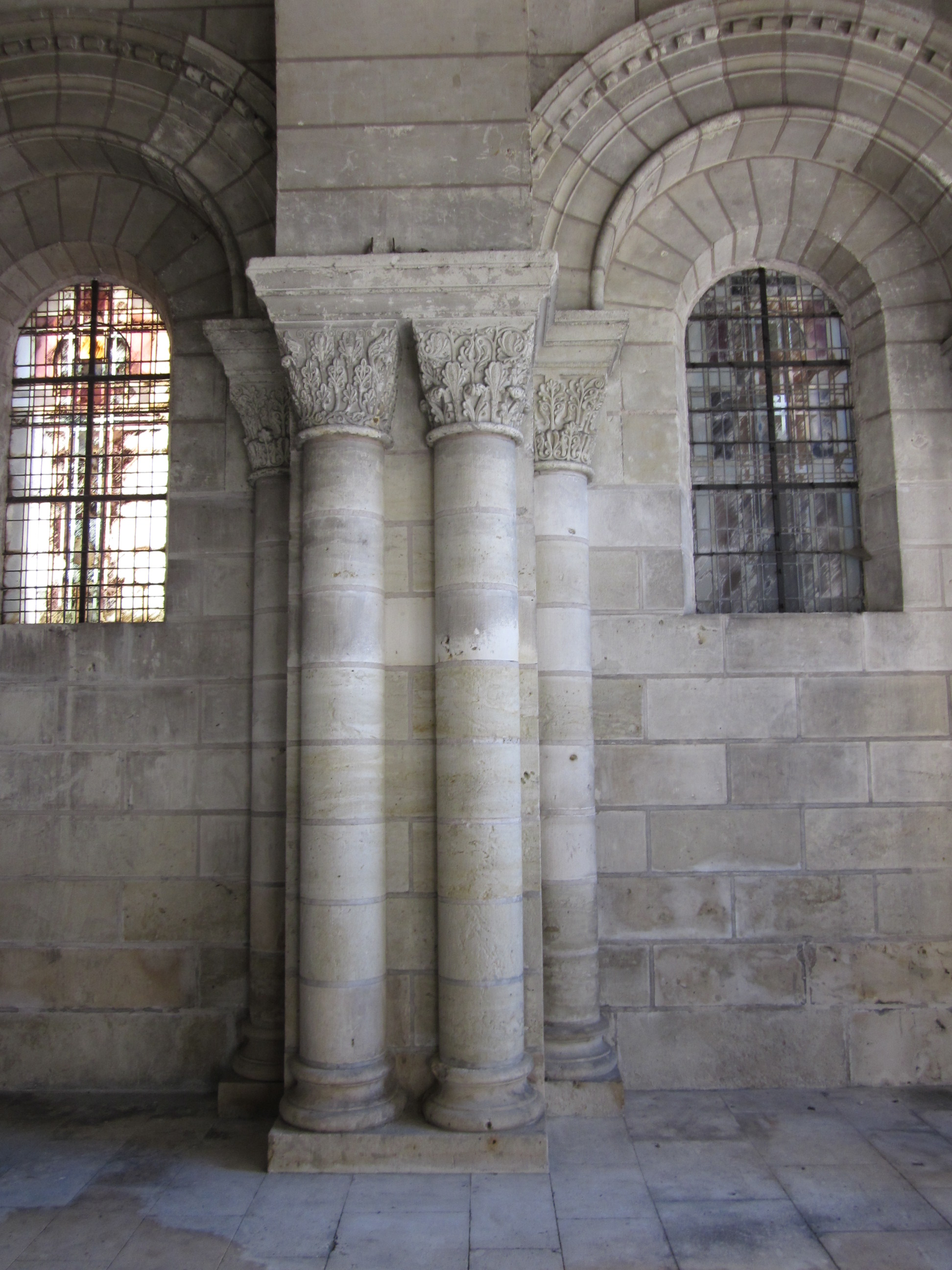
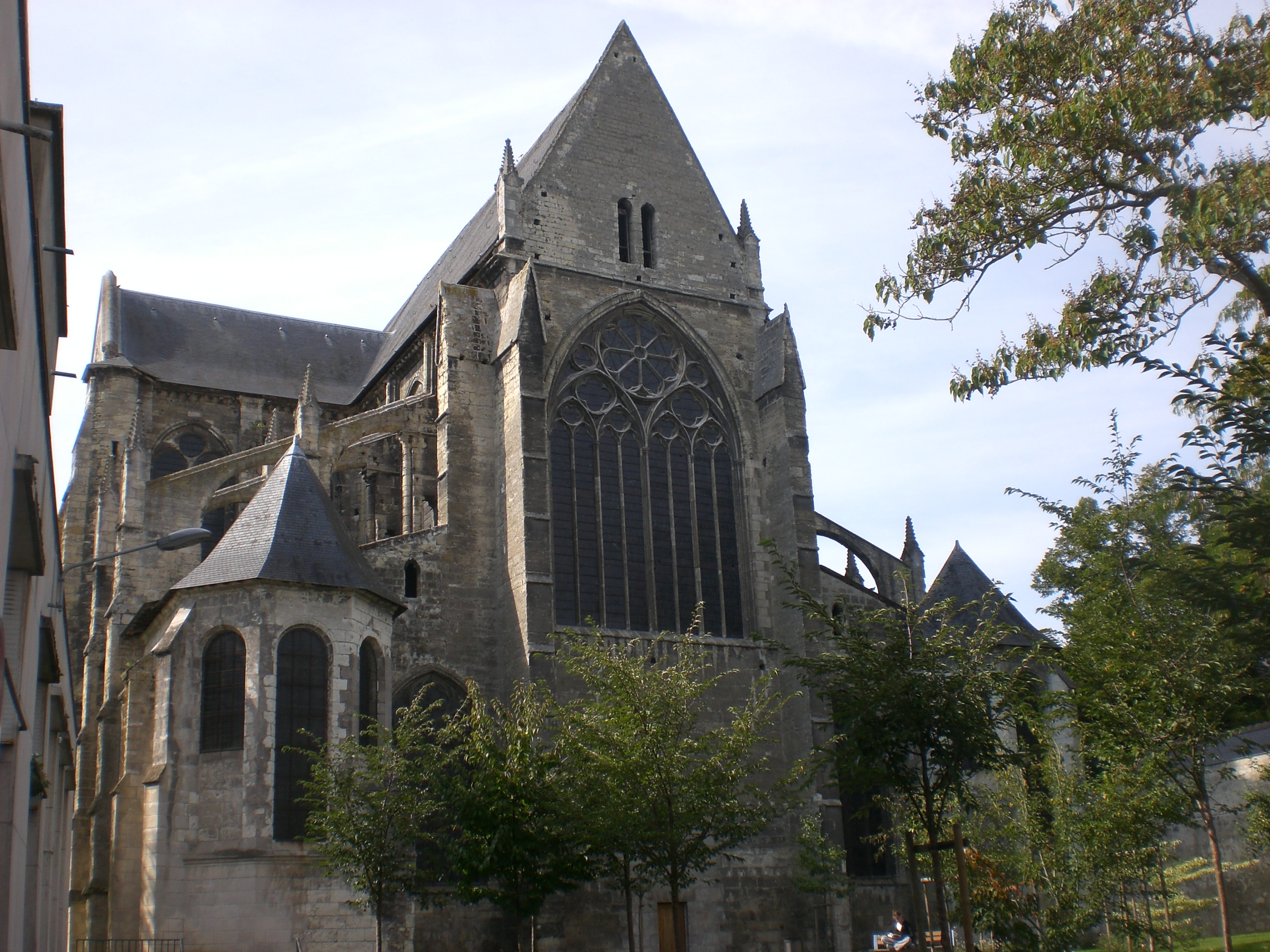
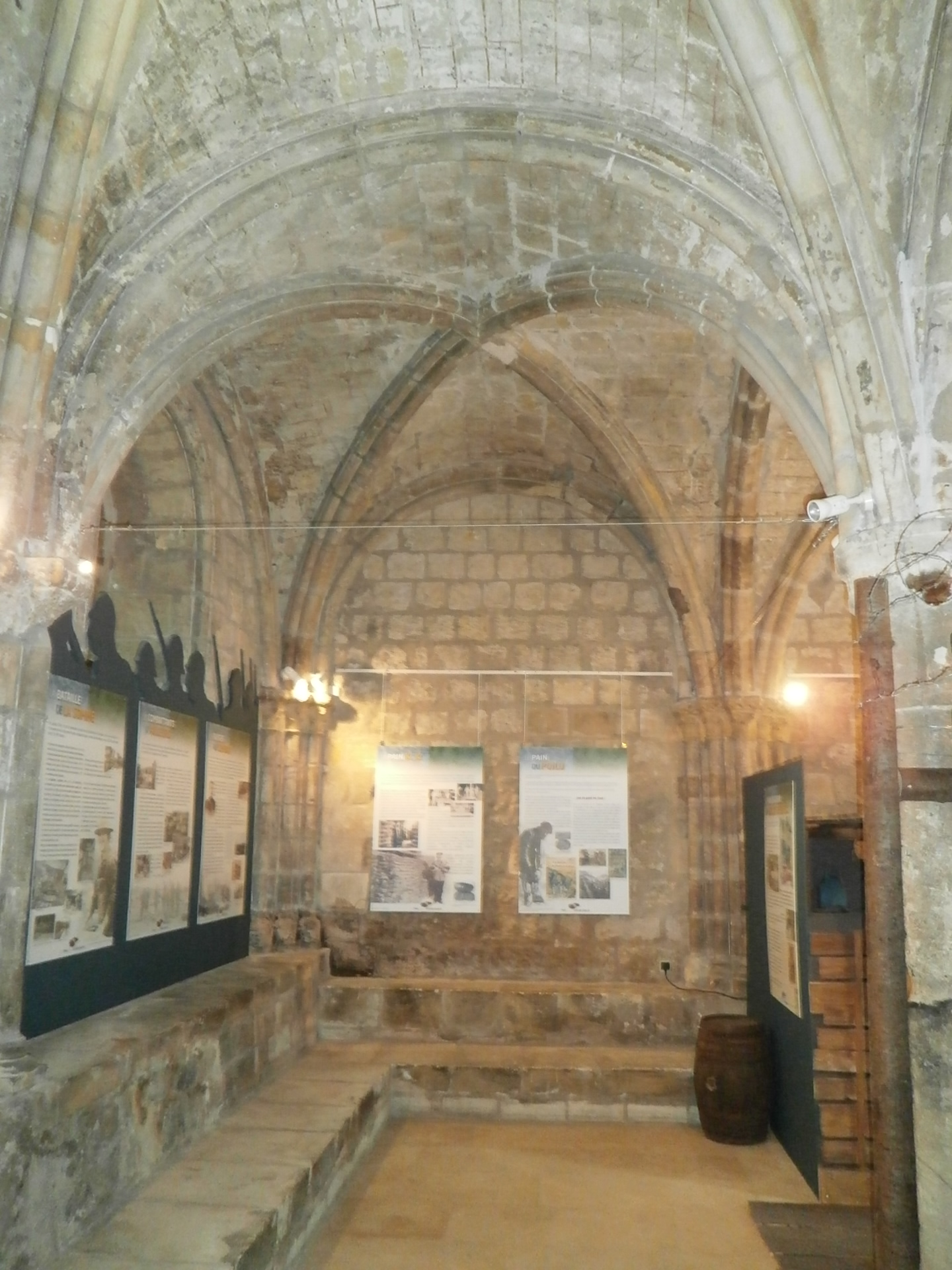
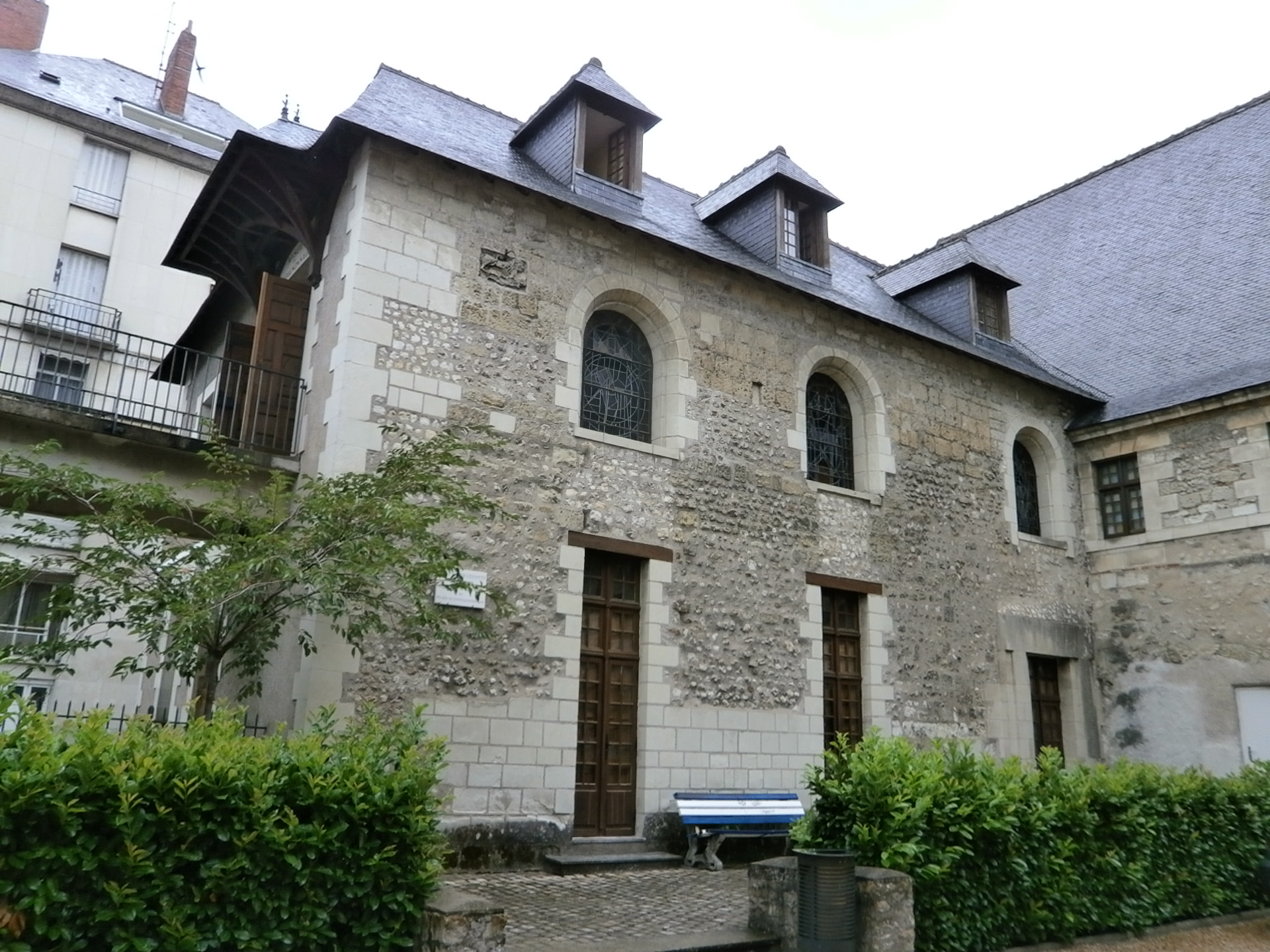